# Effetto Stark-Lo Surdo

Spostamenti di Stark-Lo Surdo del secondo ordine, relativi all'idrogeno. Ogni livello energetico n si separa in (n-1) sottolivelli degeneri.

L'effetto Stark-Lo Surdo (conosciuto semplicemente come effetto Stark al di fuori dell'Italia) consiste nella separazione delle linee spettrali di atomi e molecole a causa della presenza di un campo elettrico esterno. In generale l'effetto Stark-Lo Surdo viene detto del primo o del secondo ordine in relazione al fatto che rispettivamente l'entità del fenomeno vari linearmente oppure in modo quadratico al variare del campo elettrico applicato.
Esso provoca un allargamento per pressione delle linee spettrali per mezzo di particelle cariche. È l'analogo dell'effetto Zeeman, con quest'ultimo che però è in relazione all'applicazione di un campo magnetico esterno. Quando le linee sono di assorbimento l'effetto è detto effetto Stark-Lo Surdo inverso.
L'effetto prende il nome dal fisico tedesco Johannes Stark e dall'italiano Antonino Lo Surdo che lo scoprirono indipendentemente nel 1913.

## Meccanismo

### Elettrostatica classica
L'effetto Stark-Lo Surdo è originato dall'interazione tra una distribuzione di cariche (atomi o molecole) e un campo elettrico esterno. Prima di inoltrarsi nella meccanica quantistica si descriva il caso classico e si consideri una distribuzione continua di carica ρ(r). Se questa distribuzione di carica non è polarizzata, la sua energia d'interazione con un potenziale elettrostatico esterno V(r) è
{\displaystyle E_{\mathrm {int} }=\int \rho (\mathbf {r} )V(\mathbf {r} )d\mathbf {r} .\,}
Se il campo elettrico è di origine macroscopica e la distribuzione di carica è microscopica, è ragionevole assumere che il campo elettrico sia uniforme nella
distribuzione di carica. Quindi, V è dato al secondo termine nella serie di Taylor,
{\displaystyle V(\mathbf {r} )=V(\mathbf {0} )-\sum _{i=1}^{3}r_{i}F_{i}\quad {\hbox{con campo elettrico:}}\quad F_{i}\equiv -\left.\left({\frac {\partial V}{\partial r_{i}}}\right)\right|_{\mathbf {0} },}
dove l'origine è all'interno del supporto di ρ. Ponendo {\displaystyle V(\mathbf {0} )} come lo zero dell'energia, l'interazione diviene
{\displaystyle E_{\mathrm {int} }=-\sum _{i=1}^{3}F_{i}\int \rho (\mathbf {r} )r_{i}d\mathbf {r} \equiv -\sum _{i=1}^{3}F_{i}\mu _{i}=-\mathbf {F} \cdot {\boldsymbol {\mu }}.}
È stato introdotto il momento di dipolo elettrico μ come l'integrale spaziale sulla distribuzione di carica ρ. Nel caso che la distribuzione consista di N cariche puntiformi qj, il momento di dipolo è definito come la somma:
{\displaystyle {\boldsymbol {\mu }}\equiv \sum _{j=1}^{N}q_{j}\mathbf {r} _{j}.}

### Elettrodinamica quantistica
Consideriamo un atomo o una molecola come una sovrapposizione di cariche puntiformi (elettroni e nuclei), in modo che si applichi la seconda definizione.
L'interazione tra atomi o molecole con un campo esterno uniforme è descritta dall'operatore
{\displaystyle V_{\mathrm {int} }=-\mathbf {F} \cdot {\boldsymbol {\mu }}.}
Questo operatore è usato come una perturbazione al primo e secondo ordine in modo da considerare il primo ed il secondo ordine dell'effetto Stark-Lo Surdo.

#### Perturbazione del primo ordine
Si consideri l'atomo o la molecola imperturbata in uno stato di degenerazione g, con al prim'ordine funzioni di stato ortonormali  {\displaystyle \psi _{1}^{0},\ldots ,\psi _{g}^{0}}. (Il caso non degenere è un caso speciale con g = 1). Secondo la teoria delle perturbazioni le energie al prim'ordine sono gli autovalori della matrice {\displaystyle g\times g} con elemento generico
{\displaystyle (\mathbf {V} _{\mathrm {int} })_{kl}=\langle \psi _{k}^{0}|V_{\mathrm {int} }|\psi _{l}^{0}\rangle =-\mathbf {F} \cdot \langle \psi _{k}^{0}|{\boldsymbol {\mu }}|\psi _{l}^{0}\rangle ,\qquad k,l=1,\ldots ,g.}
Se g = 1 (come spesso accade nel caso di stati elettronici delle molecole) il prim'ordine dell'energia diventa proporzionale al valore di aspettazione (media) dell'operatore dipolo {\displaystyle {\boldsymbol {\mu }}},
{\displaystyle E^{(1)}=-\mathbf {F} \cdot \langle \psi _{1}^{0}|{\boldsymbol {\mu }}|\psi _{1}^{0}\rangle =-\mathbf {F} \cdot \langle {\boldsymbol {\mu }}\rangle .}
Poiché un momento di dipolo è un vettore polare, gli elementi diagonali della matrice di perturbazione {\displaystyle \mathbf {V} _{\mathrm {int} }} sono nulli per sistemi con un centro di simmetria (così come gli atomi). Molecole con un centro di simmetria in stati elettronici non degeneri non hanno un dipolo (permanente) e quindi non mostrano un effetto Stark-Lo Surdo lineare.
Per ottenere una matrice non nulla {\displaystyle \mathbf {V} _{\mathrm {int} }} in un sistema con un centro di simmetria è necessario che qualcuna delle funzioni imperturbate {\displaystyle \psi _{i}^{0}} abbiano parità opposta (cambiano segno sotto inversione delle coordinate), poiché solo funzioni con parità opposta danno elementi di matrice non nulli.
Stati degeneri all'ordine zero di parità opposta sono presenti nell'atomo simile all'idrogeno (un solo elettrone). Questi atomi hanno il numero principale n tra i numeri quantici. Lo stato eccitato di atomi simili all'idrogeno con numero principale n ha stati n2 degeneri e
{\displaystyle n^{2}=\sum _{\ell =0}^{n-1}(2\ell +1),}
dove {\displaystyle \ell } è il numero quantico azimutale (del momento angolare). Ad esempio, lo stato eccitato n = 4 contiene i seguenti {\displaystyle \ell } stati,
{\displaystyle 16=1+3+5+7\;\;\Longrightarrow \;\;n=4\;{\hbox{contiene}}\;s\oplus p\oplus d\oplus f.}
Gli stati ad un elettrone con {\displaystyle \ell } dispari sono dispari sotto trasformazione di parità (cambiano segno), mentre quelli con {\displaystyle \ell } pari sono pari sotto trasformazione di parità (conservano il segno). Quindi gli atomi simili all'idrogeno con n>1 mostrano un effetto Stark-Lo Surdo al prim'ordine.
L'effetto Stark-Lo Surdo al prim'ordine avviene in transizione rotazionali di molecole simmetriche (ma non per molecole lineari e asimmetriche). In prima approssimazione la molecola può essere considerata come un rotore rigido. Un rotore rigido simmetrico ha gli autostati imperturbati
{\displaystyle |JKM\rangle =(D_{MK}^{J})^{*}\quad \mathrm {con} \quad M,K=-J,-J+1,\dots ,J}
con energia degenere 2(2J+1) volte per |K| > 0 e (2J+1) volte per K=0. Qui DJMK è un elemento della D-matrice di Wigner. La matrice di perturbazione al prim'ordine sulla base della funzione imperturbata del rotore rigido è non nulla e può essere diagonalizzata. Questo sposta e divide lo spettro rotazionale. Un'analisi quantitativa di questo spostamento Stark-Lo Surdo da un momento di dipolo permanente nelle molecole simmetriche.

## Storia
La scoperta di questo fenomeno è legata a Johannes Stark e Antonino Lo Surdo che, lavorando indipendentemente, nel 1913 per primi notarono tale effetto che contribuì in modo importante allo sviluppo della teoria quantistica. Al di fuori dall'Italia è conosciuto semplicemente come effetto Stark.
Poco dopo le loro scoperte, sia Stark che Lo Surdo rigettarono gli sviluppi della fisica moderna e aderirono ai programmi politici e razziali di Hitler e Mussolini.
Ispirato dall'effetto Zeeman magnetico, e specialmente dalla spiegazione di Lorentz, Woldemar Voigt effettuò calcoli di meccanica classica di elettroni quasi-elasticamente legati in un campo elettrico. Usando indici di rifrazione sperimentali trovò una stima dello splitting dell'effetto Stark-Lo Surdo. Questa stima era alcuni ordini di grandezza troppo piccola. Non influenzato da questa predizione, Stark intraprese delle misure sugli stati eccitati dell'atomo di idrogeno e riuscì ad osservare lo splitting.
Usando la teoria quantistica ("vecchia") di Bohr-Sommerfeld, Paul Epstein e Karl Schwarzschild furono in grado di derivare indipendentemente le equazioni per l'effetto lineare e quadratico nell'idrogeno. Quattro anni dopo Hendrik Kramers derivò delle formule per le intensità delle righe corrispondenti alle transizioni. Kramers incluse anche l'effetto di "struttura fine"—effetti relativistici. (Si noti che il termine "struttura fine" non si riferisce ad effetti relativistici dovuti alla velocità, ma piuttosto allo spin dell'elettrone.) La prima trattazione quantistica (nella visione di Heisenberg) fu di Wolfgang Pauli. Erwin Schrödinger discusse lungamente dell'effetto Stark-Lo Surdo nel suo terzo articolo sulla teoria quantistica (nella quale introdusse la sua teoria perturbativa), in modo simile a quanto fatto nel lavoro del 1916 di Epstein (ma generalizzando dalla vecchia alla nuova teoria quantistica) e usando un approccio perturbativo (al primo ordine).
Infine, Epstein riconsiderò l'effetto Stark-Lo Surdo lineare e quadratico con la nuova teoria quantistica. Derivò le equazioni per le intensità delle righe che erano un deciso miglioramento dei risultati di Kramers ottenuti con la vecchia teoria quantistica.